# Tristerix grandiflorus
Tristerix grandiflorus är en tvåhjärtbladig växtart som först beskrevs av Ruiz & Pav., och fick sitt nu gällande namn av Barlow & Wiens. Tristerix grandiflorus ingår i släktet Tristerix och familjen Loranthaceae. Inga underarter finns listade i Catalogue of Life.